# ディック・キング＝スミス
ディック・キング＝スミス（Dick King-Smith、1922年3月27日 - 2011年1月4日）は、イギリス人児童文学作家。

## 人物
1922年、グロスタシャーで生まれた。農業、教師などの仕事に携わったのち、作家として多数の児童書を発表した。
1984年にガーディアン賞を受賞したThe Sheep-Pigは、映画『ベイブ』の原作であり、The Water Horseも、映画『ウォーター・ホース』の原作となっている。
2010年には大英帝国勲章を受勲した。
2011年1月4日、英国南西部バースの自宅で死去。88歳没。

## 受賞歴
- ガーディアン賞　1984年 （The Sheep-Pig（『子ブタシープピッグ』に対して）

## 主な著書
- The Fox Busters (1978)
- Daggie Dogfoot(Pigs Might Fly)（『飛んだ子ブタダッギィ』） (1980)
- en:The Queen's Nose（『女王の鼻』） (1983)
- en:The Sheep-Pig（『子ブタシープピッグ』）  (1983)
- en:Noah's Brother (1986)
- The Hodgeheg（『ゆうかんなハリネズミマックス』）(1987)
- Sophie
  - Sophie's Snail（『ソフィーとカタツムリ』） (1988)
  - Sophie's Tom（『ソフィーと黒ネコ』） (1991)
  - Sophie Hits Six（『ソフィーは子犬もすき』） (1991)
  - Sophie in the Saddle（『ソフィーは乗馬がとくい』） (1993)
  - Sophie Is Seven（『ソフィーのさくせん』） (1994)
  - Sophie's Lucky（『ソフィーのねがい』） (1995)
- Paddy's Pot of Gold（『パディーの黄金のつぼ』）(1990)
- en:The Water Horse（『おふろのなかからモンスター』） (1990)
- The Cuckoo Child（『みにくいガチョウの子』） (1991)
- Find the White Horse（『白い馬をさがせ』） (1991)
- The Merrythought（『おねがいはウィッシュボーンで』） (1993)
- Dragon Boy (1993)
- en:Harry's Mad (1993)
- The Schoolmouse（『学校ねずみのフローラ』） (1994)
- Harriet's Hare（『野ウサギは魔法使い！』） (1994)
- Godhanger（『ゴッドハンガーの森』） (1996)
- A Mouse Called Wolf（『歌うねずみウルフ』） (1997)
- Mr Ape (1998)
- The Magic Carpet Slippers（『魔法のスリッパ』） (2000)
- Lady Lollipop (2000)
- Chewing The Cud (自伝) (2001)
- The Golden Goose（『ワビシーネ農場のふしぎなガチョウ』） (2003)
- Aristotle（『ネコのアリストテレス』） (2003)
- The Mouse Family Robinson (2007)

## 日本語訳された作品
- 『キャンディいそいでお帰り』高杉一郎訳、講談社、1969年
- 『子ブタシープピッグ』児童図書館・文学の部屋、木原悦子訳、評論社、1991年
- 『飛んだ子ブタダッギィ』児童図書館・文学の部屋、木原悦子訳、評論社、1992年
- 『子ブタシープピッグ』木原悦子訳、日本ライトハウス、1993年
- 『女王の鼻』児童図書館・文学の部屋、宮下嶺夫訳、評論社、1994年
- 『ゆうかんなハリネズミマックス』あかね世界の文学シリーズ、金原瑞人訳、あかね書房、1994年
- 『みにくいガチョウの子』せかいのどうわシリーズ、卜部千恵子訳、岩波書店、1994年
- 『パディーの黄金のつぼ』せかいのどうわシリーズ、三村美智子訳、岩波書店、1995年
- 『ハリーのひみつのオウム』世界の子どもライブラリー、三村美智子訳、講談社、1996年
- 『学校ねずみのフローラ』子どもの文学・青い海シリーズ、谷口由美子訳、フィル・ガーナー絵、童話館出版、1996年
- 『野ウサギは魔法使い！』世界の子どもライブラリー、三村美智子訳、講談社、1997年
- 『白い馬をさがせ』子どもの文学・青い海シリーズ、谷口由美子訳、童話館出版、1998年
- 『ゴッドハンガーの森』ユースセレクション、金原瑞人訳、講談社、1998年
- 『おねがいはウィッシュボーンで』世界の子どもライブラリー、三村美智子訳、講談社、1999年
- 『おふろのなかからモンスター』世界の子どもライブラリー、金原瑞人訳、講談社、2000年
- 『奇跡の子』さくまゆみこ訳、講談社、2001年
- 『わるがきノートン ― ちょっとへんてこなどうぶつたち』偕成社おはなしポケット、坂崎麻子訳、偕成社、2001年
- 『かしこいブタのロリポップ』もりうちすみこ訳、ジル・バートン絵、アリス館、2002年
- 『歌うねずみウルフ』偕成社おはなしポケット、三原泉訳、偕成社、2002年
- 『魔法のスリッパ』三原泉訳、岡本颯子絵、あすなろ書房、2003年
- 『ソフィーとカタツムリ』評論社の児童図書館・文学の部屋、石随じゅん訳、デビット・パーキンズ絵、評論社、2004年
- 『ソフィーと黒ネコ』評論社の児童図書館・文学の部屋、石随じゅん訳、デビット・パーキンズ絵、評論社、2004年
- 『ソフィーは子犬もすき』評論社の児童図書館・文学の部屋、石随じゅん訳、デビット・パーキンズ絵、評論社、2005年
- 『ソフィーは乗馬がとくい』評論社の児童図書館・文学の部屋、石随じゅん訳、デビット・パーキンズ絵、評論社、2005年
- 『ソフィーのさくせん』評論社の児童図書館・文学の部屋、石随じゅん訳、デビット・パーキンズ絵、評論社、2005年
- 『ソフィーのねがい』評論社の児童図書館・文学の部屋、石随じゅん訳、デビット・パーキンズ絵、評論社、2005年
- 『ワビシーネ農場のふしぎなガチョウ』三原泉訳、あすなろ書房、2007年
- 『ネコのアリストテレス』評論社の児童図書館・文学の部屋、石随じゅん訳、ボブ・グレーアム絵、評論社、2008年

## 関連事項
- ベイブ
- ベイブ/都会へ行く
- ウォーター・ホース
- ヒルフィギュア

## 脚註
1. ↑  “ディック・キング・スミス氏死去 英児童文学作家”. 47NEWS. 共同通信. (2011年1月6日).  オリジナルの2012年7月21日時点におけるアーカイブ。 2011年1月6日閲覧。